# Еркулес де Міранда
Еркулес де Міранда (порт. Hércules de Miranda, 2 липня 1912, Ґуашупе — 3 вересня 1982, Ріо-де-Жанейро) — бразильський футболіст, що грав на позиції нападника, зокрема, за клуби «Флуміненсе» та «Корінтіанс», а також національну збірну Бразилії.
П'ятиразовий переможець Ліги Каріока. 

## Клубна кар'єра
У футболі дебютував 1930 року виступами за команду «Жувентус» (Сан-Паулу), в якій провів три сезони. 
Протягом 1933 року захищав кольори команди «Сан-Паулу».
Своєю грою за останню команду привернув увагу представників тренерського штабу клубу «Флуміненсе», до складу якого приєднався 1933 року. Відіграв за команду з Ріо-де-Жанейро наступні вісім сезонів своєї ігрової кар'єри. Більшість часу, проведеного у складі «Флуміненсе», був основним гравцем атакувальної ланки команди. У складі «Флуміненсе» був одним з головних бомбардирів команди, маючи середню результативність на рівні 0,93 голу за гру першості.
1942 року перейшов до клубу «Корінтіанс», за який відіграв 6 сезонів. В новому клубі був серед найкращих голеодорів, відзначаючись забитим голом в середньому щонайменше у кожній третій грі чемпіонату. Завершив професійну кар'єру футболіста виступами за команду «Корінтіанс» у 1948 році.
| Дата       | Місто          | Господарі | Результат | Гості          | Турнір               | Голи | Примітки |
| ---------- | -------------- | --------- | --------- | -------------- | -------------------- | ---- | -------- |
| 05-06-1938 | Страсбур       | Бразилія  | 6 – 5     | Польща         | ЧС 1938 - 1/8 фіналу | -    |          |
| 12-06-1938 | Бордо          | Бразилія  | 1 – 1     | Чехословаччина | ЧС 1938 - 1/4 фіналу | -    |          |
| 18-02-1940 | Сан-Паулу      | Бразилія  | 2 – 2     | Аргентина      | Копа Рока            | -    |          |
| 15-01-1939 | Ріо-де-Жанейро | Бразилія  | 1 – 5     | Аргентина      | Копа Рока            | -    |          |
| 10-03-1940 | Буенос-Айрес   | Аргентина | 2 – 3     | Бразилія       | Копа Рока            | 2    |          |
| 24-03-1940 | Ріо-де-Жанейро | Бразилія  | 3 – 4     | Уругвай        | Копа Рока            | 1    |          |
| 31-03-1940 | Ріо-де-Жанейро | Бразилія  | 1 – 1     | Уругвай        | Копа Ріо Бранко      | -    |          |
| Усього     |                | Матчів    | 6         |                | Голів                | 3    |          |

Помер 3 вересня 1982 року на 71-му році життя у місті Ріо-де-Жанейро.

## Титули і досягнення
- Переможець Ліги Каріока (5):

«Флуміненсе»: 1936, 1937, 1938, 1940, 1941
- Бронзовий призер чемпіонату світу: 1938